# مقاطعة نوكس (كنتاكي)
مقاطعة نوكس (بالإنجليزية: Knox County)‏ هي إحدى المقاطعات في ولاية كنتاكي في الولايات المتحدة الأمريكية.

## أعلام
- جيمس د. بلاك
- جون ميلز